# Martín García (isola)
L'isola Martín García è un'exclave dell'Argentina in acque uruguaiane del Río de la Plata. Appartiene alla Provincia di Buenos Aires (precisamente al municipio o partido di La Plata), sotto controllo della Dirección de Islas del Ministerio de Gobierno, che amministra l'isola, e del Ministerio de Asuntos Agrarios, che è incaricato della preservazione della flora e della fauna. Costituisce una riserva naturale.
Si trova alla confluenza del fiume Uruguay con il Río de la Plata con le seguenti coordinate geografiche: 34°09′29″S 58°15′10″W. Poco a nord dell'isola si trova l'isolotto Timoteo Domínguez, chiamato in passato Punta Bauzá dall'Argentina, che ne rivendicava il possesso. In seguito ai sedimenti alluvionali si è unito all'isola Martín García. Con l'accordo tra Argentina e Uruguay del 18 giugno 1988 tra i due governi, la frontiera è stata stabilita intorno alle isole Martín García - Timoteo Domínguez. Di fronte all'isola sorge la località uruguaiana di Martín Chico, da cui dista 8 km.

## Storia
L'isola Martín García fu scoperta dalla spedizione di Juan Díaz de Solís nel 1516 e deve infatti il suo nome al cambusiere della spedizione, Martín García, che morì a bordo della nave e il cui cadavere fu abbandonato sull'isola. Da questo momento l'isola fu rivendicata sia dalla Spagna che dal Portogallo a causa della sua posizione strategica nel ramo principale del fiume, vicino ai suoi principali affluenti, i fiumi Paranà ed Uruguay.
Dal 1765 funzionò come carcere e luogo di reclusione. Con la creazione del Vicereame del Río de la Plata il primo viceré, Pedro de Cevallos, la fortificò e la trasformò in una guarnigione militare. Nel 1814 l'ammiraglio Guillermo Brown, al comando di una flotta, sbarcò nella isola e la liberò dagli realisti, Martín García passò sotto le Province Unite del Río de la Plata.
Fu scenario di altri combattimenti durante le guerre per l'indipendenza dell'Argentina e della Guerra argentino-brasiliana, chiamata anche Guerra del Brasile in Argentina e Guerra da Cisplatina in Brasile. Nel 1838, durante il governo di Juan Manuel de Rosas nella provincia di Buenos Aires, Martín García fu attaccata dalle forze anglo-francesi e, dopo, ocuppata dall'Uruguay. Nel 1843 venne riccupata dalle truppe argentine di Rosas, ma nel 1845 Giuseppe Garibaldi la riconquistò per l'Uruguay. Nel 1852 passò all'Argentina.
Alla fine del XIX secolo, Domingo Faustino Sarmiento propose di fondare sull'isola la città di Argirópolis come capitale di uno Stato che avrebbe riunito — almeno — l'Argentina, l'Uruguay e il Paraguay. Dopo la Conquista del deserto — iniziata formalmente nel 1879 — molti indigeni catturati furono confinati nell'isola. Dal 1886 passò sotto controllo militare argentino.
Ancora nel 1900 sull'isola si trovavano un presidio militare e un lazzaretto. Il presidio era dotato di artiglieria; in quell'epoca l'isola era una delle cave fornitrici di pietra per il pavé della città di Buenos Aires. Durante la prima parte del XX secolo l'isola divenne famose per essere luogo di esilio forzato di presidenti o importanti politici decaduti, come Hipólito Yrigoyen (1930), Juan Domingo Perón (1947) y Arturo Frondizi (1962). Nel 1936 si disposero le forze di difesa della Zona del Plata e più tardi la Sub área Naval del Plata, e nel 1950 venne creato il Centro Provisorio de Reclutamiento.
A causa della sua polemica storica, la qualità di exclave argentina circondata da acque uruguaiane fu definita dalla firma del Trattato del Río de la Plata tra la Repubblica Orientale dell'Uruguay e la Repubblica Argentina a metà del 1973; in effetti, in base a questo trattato l'isola sarà circondata da acque di giurisdizione uruguaiana, sebbene la distanza rispetto al resto del territorio argentino sia inferiore ai due chilometri.
In cambio del riconoscimento della sovranità argentina sull'isola in questione, l'Argentina dovette fare concessioni territoriali nel Río de la Plata e cedere l'isola Juncal all'Uruguay. La soluzione adottata, anche se nessuna delle due parti si dichiarò pienamente soddisfatta, permise di giungere ad una formula di male minore, entro termini accettabili per ambedue le nazioni..
L'art. 45 del trattato sottolinea: “L'isola Martín García sarà destinata esclusivamente a riserva naturale per la conservazione e la preservazione della fauna e della flora autoctone, sotto la giurisdizione della Repubblica Argentina”. D'altra parte, si delimita espressamente la sua estensione, perché tenendo conto dell'enorme trascinamento alluvionale esistente nella zona, si previde che si sarebbe verificata l'unione dell'isola Timoteo Domínguez, di giurisdizione uruguaiana, con la Martín García, cosa che oggi è infatti realtà. L'Uruguay ha evitato che l'isola fosse utilizzata dall'Argentina, in varie occasioni, per fini diversi da quello di riserva naturale proprio grazie all'art. 45.
Nel 1985 l'esercito argentino trasferì amministrativamente alla provincia di Buenos Aires il territorio e la proprietà degli edifici e delle installazioni pubbliche esistenti sull'isola.
Attualmente l'isola è una destinazione turistica nella quale si possono visitare - tra varie altre cose - l'antico "Quartiere Cinese (Barrio Chino), i resti delle fortificazioni, del lazzaretto e del presidio, così come il bosco nel quale abitano cervi colorati. Sebbene con una produzione limitata, è famoso il pane dolce prodotto industrialmente a Martín García.

## Geografia
L'isola Martín García è un piccolo affioramento di rocce arcaiche del Massiccio di Brasilia, antiche di 1.800 milioni di anni. È situato a 3,5 km dalla costa uruguaiana e a 46 km da Buenos Aires. Ha una superficie di 184 ettari ed un'altitudine massima di 27 m s.l.m. Le sue coste sono composte da spiagge naturali, solitamente di frammenti di rocce di basamento cristallino o meno comunemente di sabbie.
È circondata dai sedimenti che trasportano i fiumi Paraná, Uruguay e de la Plata; a circa 6 km a sudovest di Martín García si trova l'isola Solís di recente formazione: a partire dalle alluvioni e dalla sedimentazione dei fiumi anzidetti, si ritiene che in un tempo relativamente breve — su scala geologica — l'isola Martín García sarà dentro il Delta del Paraná. La sua espansione è da 30 a 50 centimetri per anno.
I biomi predominanti sono roveto, selva, arenile e boschi di transizione fra tali biomi. Le specie vegetali caratteristiche sono il ceibo, i giunchi, agrifogli, passiflore ed alberi come il fico, il lapachillo, l'espinillo e l'alloro sudamericano, tra le altre. La fauna è composta da rettili (lucertole), nutrie, cervi colorati e una gran quantità di specie di uccelli come il chimango, il falco, il colibrì e il cuculo striato.

## Clima
La temperatura media annuale è di 17 °C. In inverno la media minima è di 8 °C, e la media massima in estate è di 29 °C. Le precipitazioni medie annuali si aggirano sui 1000 mm.

## Popolazione
Martín García arrivò ad avere una popolazione approssimativa di 4.000 abitanti, ma andò diminuendo con il tempo. La popolazione stabile nel 2001 era di meno di 200 persone (circa 50 famiglie).